# Зирнис, Дзинтарс
Дзинтарс Зирнис (латыш. Dzintars Zirnis; 25 апреля 1977, Рига) — латвийский футболист, защитник. На протяжении всей своей игровой карьеры выступал за различные клубы Латвии. Первой командой Зирниса в 1993 году стала «Пардаугава». За четыре сезона он провел в клубе только девять матчей. 1997-й Зирнис провел в латвийской «Балтике». Со следующего сезона он стал игроком «Металлурга» из Лиепаи. В составе этой команды сыграл почти четыре сотни матчей. С «Металлургом» Зирнис неоднократно становился призером чемпионата Латвии. В 2005 году стал чемпионом, а через год выиграл Кубок страны.
С 1993 года защитник играл за юношеские (U-17) и молодежные (U-19) сборные Латвии, а с 1997 года он защищал цвета национальной сборной страны, в составе которой сенсационно пробился в финальную часть Евро-2004

## Клубная Карьера
С 1997 года — игрок лиепайского «Металлурга». В составе этой команды сыграл почти четыре сотни матчей. С «Металлургом» неоднократно становился призёром чемпионата Латвии. В составе Сборной Страны сенсационно пробился в финальную часть Евро-2004
Зирнис играл раньше присоединился к FK Liepājas Metalurgs в 1997 году. В сентябре 2004 года он играл в Кубке УЕФА за «Металлург», в котором клуб обыграл клуб Фарерские острова , B36 Торсхавн. 11–2 в двух матчах в первом отборочном раунде, а затем победил шведский клуб Allsvenskan Östers IF во втором отборочном раунде. «Металлург» проиграл немецкому клубу Бундеслиги ФК Шальке 04 в первом раунде со счетом 9: 1 в двух матчах. 1 октября 2005 года Зирнис был в составе команды «Металлург», которая обыграла ФК Вентспилс 5: 1 и закрепила за клубом первый титул Высшей лиги Латвии . Зирнис завершил свою профессиональную карьеру после сезона 2013 Высшей лиги Латвии , сыграв 403 матча чемпионата и забив 7 голов. Он является одним из самых результативных игроков в истории чемпионата Латвии высшего уровня после своего бывшего товарища по команде Викторса Споле и Игорса Корабнева.

## Международная Карьера
Зирнис дебютировал за Латвию. национальная сборная по футболу 19 августа 1997 года сыграла вничью 0: 0 с Азербайджаном . В ноябре 2003 года он был в составе латвийской команды, которая обыграла Турцию в двух матчах и вышла в финал УЕФА Евро-2004 , впервые квалифицировавшись на крупный международный турнир. и играл в финале в 2004 году. Зирнис был удален с поля в финале Baltic Cup против Литвы в Каунасе 22 мая 2005 года. 17 ноября 2007 года он забил автогол и вывел Лихтенштейн вперед в матче отборочной группы F Евро-2008 , который Латвия в итоге выиграла со счетом 4: 1. Зирнис сыграл 68 международных матчей за Латвию.
В составе Сборной Страны сенсационно пробился в финальную часть Евро-2004
За сборную Латвии провёл 68 матчей. Дебютировал 19 августа 1997 года в игре против Азербайджана, а последнюю игру сыграл 17 ноября 2010 года против Китая. В 2010 году являлся Капитаном Сборной.
2 ноября 2013 года стало известно, что Зирнис завершил свою карьеру в лиепайском футболе. Позже стало известно, что он вообще завершил карьеру в качестве профессионального игрока.

## Достижения
- Участник чемпионата Европы 2004 года.
- Чемпион Латвии: 2005
- Серебряный призёр чемпионата Латвии: 2003, 2004, 2006
- Обладатель Кубка Латвии: 2006
- Победитель Балтийской лиги: 2007
- Высшая лига Латвии по футболу 2010 Третье место (Металлург)